# Coelosaurus
"Coelosaurus" antiquus ("thằn lằn rỗng cổ xưa") là một loài khủng long theropoda. Nó được đặt tên bởi Joseph Leidy năm 1865 dựa trên hai xương chày tìm thấy tại thành hệ Navesink của New Jersey. Loài này sau đó được tái phân loại thành một loài của chi Ornithomimus là Ornithomimus antiquus năm 1979 bởi Donald Baird và John R. Horner.